# Androlymnia
Androlymnia là một chi bướm đêm thuộc họ Noctuidae.

## Các loài
- Androlymnia clavata Hampson, 1910
- Androlymnia clavata Hampson, 1910
- Androlymnia difformis Roepke, 1938
- Androlymnia emarginata (Hampson, 1891)
- Androlymnia incurvata (Wileman & West, 1929)
- Androlymnia malgassica Viette, 1965
- Androlymnia torsivena (Hampson, 1902)